# United Trade Union Congress (Lenin-Sarani)
United Trade Union Congress (Lenin-Sarani) ("Förenade landsorganisationen") är en facklig organisation i den indiska delstaten Västbengalen, och har sin främsta styrka i distriktet South 24 Paraganas. Organisationen står det politiska partiet Socialist Unity Centre of India nära.